# Aachenski mir
Aachenski mir je mirovni ugovor sklopljen je 13. siječnja 812. godine između bizantskog cara Mihajla (811. – 813.) sklopio s Karlom Velikim, bio je od presudne važnosti za hrvatski narod i njihove krajeve. 
Pošto je potpisana isprava o mirovnom ugovoru, oslovi bizantsko poslanstvo Karla titulom "imperator"  i "basileus", čime je Bizantsko Carstvo priznalo Karla carem Zapadnoga Carstva. Na osnovu toga mira Karlo Veliki morao se odreći Venecije i osvajačkih namjera u Italiji, dok se s druge strane Bizant odrekao dalmatinsko-hrvatske kneževine, a zadržao samo dalmatinske gradove i otoke. Drina je postala granicom između franačkog i bizantskog utjecaja te vazala. 
Njime su trajnije uređeni odnosi između Franaka i Bizantinaca koji su bili narušeni franačkim prodiranjem u Italiju i na Balkan te Karlovom krunidbom za rimskog cara 800. godine. Njihov sukob odrazio se i na odnose između Romana u dalmatinskim gradovima i hrvatskog stanovništva u njihovom zaleđu, jer su se Hrvati u vrijeme franačko-avarskog rata priklonili Francima, a Romani su ostali uz Bizant. Mirom je Karlu priznat carski naslov i suverenitet nad Hrvatskom bez primorskih gradova i nekih otoka. Pitanja razgraničenja rješavala je 817. posebna delegacija, ali konačno rješenje nije postignuto.